# Liste der Baudenkmäler in Fraunberg

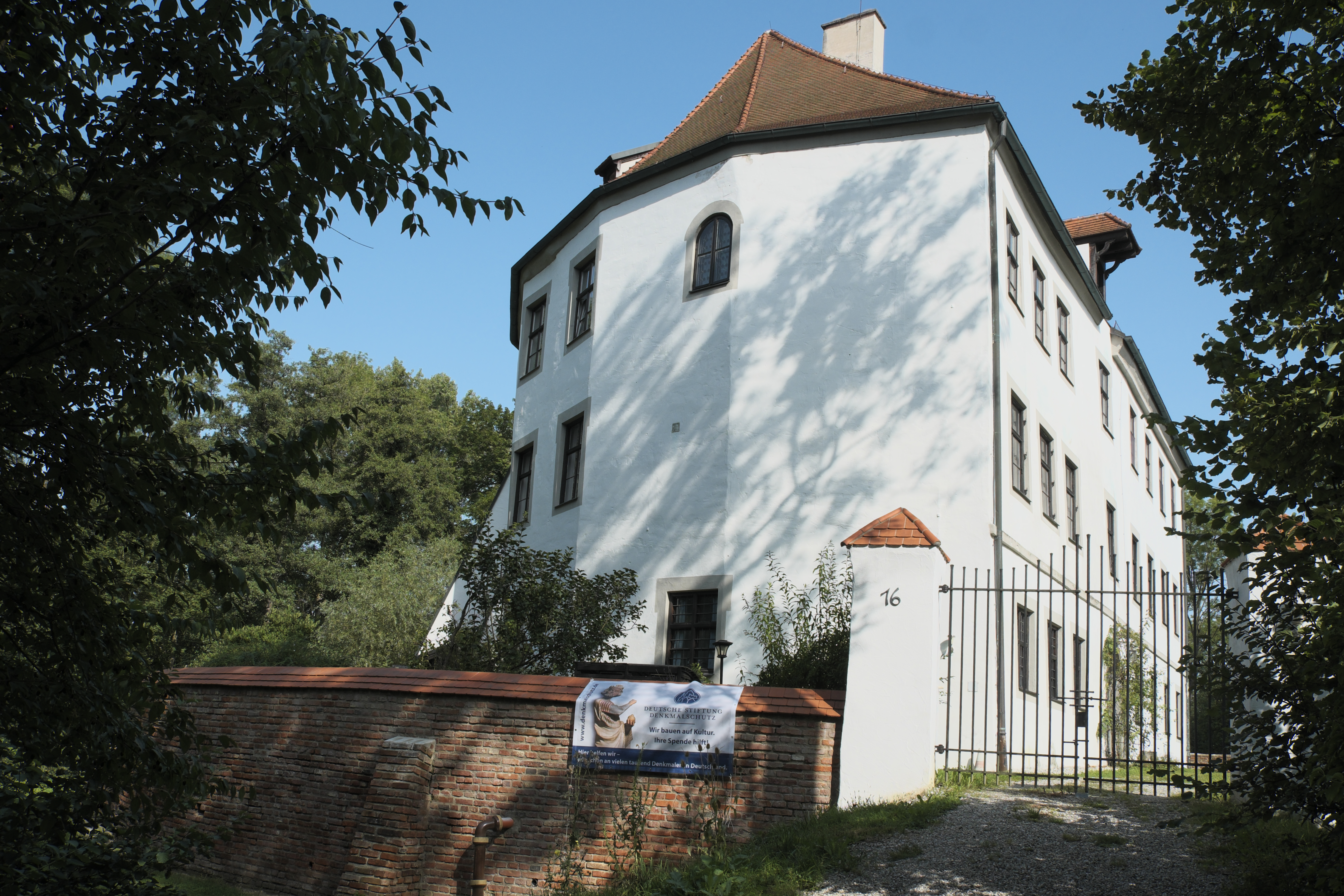
Schloss Fraunberg

Auf dieser Seite sind die Baudenkmäler in der oberbayerischen Gemeinde Fraunberg zusammengestellt. Diese Tabelle ist eine Teilliste der Liste der Baudenkmäler in Bayern. Grundlage ist die Bayerische Denkmalliste, die auf Basis des Bayerischen Denkmalschutzgesetzes vom 1. Oktober 1973 erstmals erstellt wurde und seither durch das Bayerische Landesamt für Denkmalpflege geführt wird. Die folgenden Angaben ersetzen nicht die rechtsverbindliche Auskunft der Denkmalschutzbehörde.

## Baudenkmäler nach Ortsteilen

### Fraunberg
| Lage                          | Objekt                                            | Beschreibung | Akten-Nr.             | Bild                 |
| ----------------------------- | ------------------------------------------------- | --- | --------------------- | -------------------- |
| Erdinger Straße 7 (Standort)  | Ehemaliges Pfarrhaus                              | Zweigeschossiger Walmdachbau mit Durchfahrt, 1828 weitestgehend erneuert. | D-1-77-120-3 Wikidata | Ehemaliges Pfarrhaus |
| Erdinger Straße 8 (Standort)  | Katholische Pfarrkirche St. Florian               | spätbarocker Saalbau mit spätgotischem Turm, von Georg Felix Hirschstötter, 1767/75; mit Ausstattung                                                                                                  | D-1-77-120-1 Wikidata | weitere Bilder       |
| Erdinger Straße 16 (Standort) | Schloss Altfraunberg                              | dreigeschossiges Wasserschloss mit Walmdach und Krangaube, im Kern mittelalterlich, 1683 wesentlich neu erbaut; Schlossgraben mittelalterlich; Stützmauern zum Wassergraben hin, 16./17. Jahrhundert. | D-1-77-120-2 Wikidata | weitere Bilder       |
| Erlenweg 2 (Standort)         | Wohnstallhaus, ehemaliges Bader- und Jägeranwesen | zweigeschossiger Satteldachbau mit traufseitiger Laube, am Giebel bezeichnet mit "1914", im Kern älter                                                                                                | D-1-77-120-35         | BW                   |

### Bachham
| Lage                  | Objekt         | Beschreibung                              | Akten-Nr.             | Bild           |
| --------------------- | -------------- | ----------------------------------------- | --------------------- | -------------- |
| In Bachham (Standort) | Lourdeskapelle | schlichter verputzter Backsteinbau, 1898. | D-1-77-120-5 Wikidata | Lourdeskapelle |

### Grafing
| Lage                 | Objekt                                 | Beschreibung | Akten-Nr.              | Bild                                   |
| -------------------- | -------------------------------------- | --- | ---------------------- | -------------------------------------- |
| Grafing 4 (Standort) | Hofkapelle                             | sogenannte Halbinger Kapelle, neugotischer Massivbau mit leicht eingezogenem Polygonalchor und origineller Dacheindeckung, um 1890; mit Ausstattung | D-1-77-120-32 Wikidata | BW                                     |
| Grafing 7 (Standort) | Katholische Filialkirche St. Sebastian | Saalbau mit Dachreiter in barocken Formen, von Hans Kogler, 1699; mit Ausstattung                                                                   | D-1-77-120-6 Wikidata  | Katholische Filialkirche St. Sebastian |

### Grucking
| Lage                     | Objekt                             | Beschreibung | Akten-Nr.             | Bild           |
| ------------------------ | ---------------------------------- | --- | --------------------- | -------------- |
| Dorfstraße 1 (Standort)  | Bauernhaus                         | Wohnstallhaus eines Dreiseithofes, zweigeschossiger Satteldachbau mit Architekturgliederung und Stichbogenfenstern, bezeichnet 1849.                                                         | D-1-77-120-8 Wikidata | weitere Bilder |
| Kirchstraße 6 (Standort) | Katholische Filialkirche St. Vitus | barocker Saalbau mit eingezogenem Chor, von Hans Kogler, 1670, Zwiebelturm von Johann Baptist Lethner, 1749; mit Ausstattung; Friedhofsmauer mit aufgesetzten Türmchen, 18./19. Jahrhundert. | D-1-77-120-7 Wikidata | weitere Bilder |

### Hinterbaumberg
| Lage                        | Objekt                 | Beschreibung                                                              | Akten-Nr.             | Bild                   |
| --------------------------- | ---------------------- | ------------------------------------------------------------------------- | --------------------- | ---------------------- |
| Hinterbaumberg 1 (Standort) | Hofkapelle St. Florian | Massivbau mit Dachreiter, erbaut 1721, verändert um 1875; mit Ausstattung | D-1-77-120-9 Wikidata | Hofkapelle St. Florian |

### Kleinthalheim
| Lage                       | Objekt        | Beschreibung | Akten-Nr.              | Bild |
| -------------------------- | ------------- | --- | ---------------------- | ---- |
| Kleinthalheim 9 (Standort) | Wohnstallhaus | zweigeschossiger Satteldachbau mit reicher Putzgliederung, eingezogener Laube und originalen gewölbten Fensterscheiben, bezeichnet 1913. | D-1-77-120-31 Wikidata | BW   |

### Lohkirchen
| Lage                     | Objekt                              | Beschreibung | Akten-Nr.              | Bild           |
| ------------------------ | ----------------------------------- | --- | ---------------------- | -------------- |
| Lohkirchen 4 (Standort)  | Katholische Filialkirche St. Martin | einheitlicher Saalbau mit eingezogenem halbrundem Chor und Zwiebelturm in barockem Stil, von Anton Kogler, 1726/29; mit Ausstattung; Friedhofsmauer, gleichzeitig. | D-1-77-120-10 Wikidata | weitere Bilder |
| Lohkirchen 22 (Standort) | Remise                              | Remise eines Dreiseithofes, Massivbau mit Schopfwalmdach und Traidboden, am Ostgiebel mit Fischgrätenmuster-Zierputz, zweites Viertel 19. Jahrhundert.             | D-1-77-120-11 Wikidata | Remise         |

### Maria Thalheim
| Lage                        | Objekt                                      | Beschreibung | Akten-Nr.              | Bild                                     |
| --------------------------- | ------------------------------------------- | --- | ---------------------- | ---------------------------------------- |
| Am Hollerbusch 1 (Standort) | Bauernhaus                                  | Zweigeschossiger verputzter Mauerwerksbau mit Greddach, Mitte 19. Jahrhundert. | D-1-77-120-26 Wikidata | Bauernhaus                               |
| Am Marienbach (Standort)    | Brunnenhaus                                 | Brunnenhaus mit Kriegergedächtnisstätte, achtseitiger Zentralbau mit Kuppeldach, an Stelle des historischen Wallfahrtsbrunnens errichtet, 1884.                                                                                             | D-1-77-120-24 Wikidata | weitere Bilder                           |
| Am Marienbach 3 (Standort)  | Friedhofskapelle St. Michael                | spätgotischer Saalbau mit barockem Dachreiter, Anfang 16. Jahrhundert; mit Ausstattung; Marienstatue, Skulptur aus weißem Marmor mit Granitsteinsockel und schmiedeeisernem Einfassungsgitter, um 1860.                                     | D-1-77-120-23 Wikidata | weitere Bilder                           |
| Am Marienbach 3 (Standort)  | Katholische Wallfahrtskirche Maria Thalheim | Wandpfeilerkirche mit eingezogenem Polygonalchor und Zwiebelturm des 14. Jahrhunderts, Chor und Langhaus im Kern Ende 15. Jahrhundert, wohl von Hans Kogler 1670 barockisiert, von Johann Baptist Lethner 1736 umgestaltet; mit Ausstattung | D-1-77-120-22 Wikidata | weitere Bilder                           |
| Am Marienbach 5 (Standort)  | Ehemaliges Mesnerhaus                       | Ehemaliges Mesner- oder Priesterhaus, zweigeschossiger Massivbau mit Steildach, im Kern 17. Jahrhundert. | D-1-77-120-27 Wikidata | Ehemaliges Mesnerhaus                    |
| Eschbachstraße 2 (Standort) | Ehemaliges Pfarrhaus                        | sogenanntes Jagdschlössl, zweigeschossiger Walmdachbau mit Traufgesims und Fassadenmalerei, erste Hälfte 18. Jahrhundert; Nebengebäude, erdgeschossiger Satteldachbau mit appliziertem Staffelgiebel, gleichzeitig.                         | D-1-77-120-28 Wikidata | Ehemaliges Pfarrhaus                     |
| Nußbaumstraße (Standort)    | Ehemalige Hofkapelle auf dem Klausenberg    | sogenannte Klausenkapelle, schlichter Bau mit Gliederung, um 1800. | D-1-77-120-25 Wikidata | Ehemalige Hofkapelle auf dem Klausenberg |

### Oberbierbach
| Lage                       | Objekt                              | Beschreibung | Akten-Nr.              | Bild           |
| -------------------------- | ----------------------------------- | --- | ---------------------- | -------------- |
| Oberbierbach 9 (Standort)  | Katholische Filialkirche St. Martin | barocker Saalbau mit eingezogenem halbrundem Chor und Haubenturm von Anton Kogler, 1718; mit Ausstattung; Friedhofsmauer, gleichzeitig. | D-1-77-120-13 Wikidata | weitere Bilder |
| In Oberbierbach (Standort) | Kapelle                             | Feldkapelle mit Traufgesims, erbaut 1912; mit Ausstattung                                                                               | D-1-77-120-14 Wikidata | Kapelle        |

### Rappoltskirchen
| Lage                         | Objekt                                | Beschreibung | Akten-Nr.              | Bild                 |
| ---------------------------- | ------------------------------------- | --- | ---------------------- | -------------------- |
| Rappoltskirchen 3 (Standort) | Pfarrhaus                             | Zweigeschossiger Satteldachbau mit Traufgesims, erbaut 1828. | D-1-77-120-16 Wikidata | Pfarrhaus            |
| Rappoltskirchen 5 (Standort) | Katholische Pfarrkirche St. Stephanus | im Kern spätgotischer Saalbau mit eingezogenem Chor und Spitzhelmturm, spätromanischer Turmunterbau 13./14. Jahrhundert, 1670 von Hans Kogler barockisiert, Seitenkapelle und Sakristei von Johann Baptist Lethner, 1765; mit Ausstattung | D-1-77-120-15 Wikidata | weitere Bilder       |
| Rappoltskirchen 7 (Standort) | Ehemaliges Schulhaus                  | Eingeschossiges Walmdachhaus in neubarocken Formen mit Jugendstilmotiven, von Johann Baptist Schott, 1904; mit Ausstattung; Einfriedung, massiver Mauerzug mit Einfahrtspfosten, gleichzeitig.                                            | D-1-77-120-17 Wikidata | Ehemaliges Schulhaus |

### Reichenkirchen
| Lage                      | Objekt                              | Beschreibung | Akten-Nr.              | Bild           |
| ------------------------- | ----------------------------------- | --- | ---------------------- | -------------- |
| Kirchplatz (Standort)     | Katholische Pfarrkirche St. Michael | Saalkirche mit eingeschobenem Haubenturm im barocken Stil, spätgotischer Kern, 1666-–90 barockisiert, Sakristei und Turm von Anton Kogler 1719–22; Vergrößerung des Langhauses durch Johann Baptist Lethner, 1753/9, Querhaus und Chor erneuert um 1920; mit Ausstattung | D-1-77-120-18 Wikidata | weitere Bilder |
| Rihhostraße 15 (Standort) | Kapelle                             | Kriegergedächtniskapelle in Form eines kleinen Tempels, 1923; mit Ausstattung | D-1-77-120-33 Wikidata | Kapelle        |

### Riding
| Lage                         | Objekt                            | Beschreibung | Akten-Nr.              | Bild           |
| ---------------------------- | --------------------------------- | --- | ---------------------- | -------------- |
| Kirchfeldstraße 4 (Standort) | Katholische Pfarrkirche St. Georg | im Kern gotischer Saalbau mit spätgotischem Kirchturm und Vorhalle, errichtet gegen 1500, von Hans Kogler 1698–1704 tiefgreifend barockisiert; mit Ausstattung | D-1-77-120-19 Wikidata | weitere Bilder |

### Singlding
| Lage                   | Objekt     | Beschreibung | Akten-Nr.              | Bild       |
| ---------------------- | ---------- | --- | ---------------------- | ---------- |
| Singlding 1 (Standort) | Hofkapelle | massiver Satteldachbau mit Dachreiter in neugotischen Formen, um 1870/80.                                                                | D-1-77-120-20 Wikidata | Hofkapelle |
| Singlding 2 (Standort) | Bauernhaus | Wohnteil des Wohnstallhauses eines Dreiseithofes, eingeschossiger Massivbau mit Satteldach, 2. Viertel 19. Jahrhundert; mit Ausstattung. | D-1-77-120-21 Wikidata | BW         |

### Tittenkofen
| Lage                        | Objekt     | Beschreibung | Akten-Nr.              | Bild       |
| --------------------------- | ---------- | --- | ---------------------- | ---------- |
| Gerichtsstraße 4 (Standort) | Hofkapelle | kleiner Saalbau mit Dachreiter und eingemauertem spätgotischem Schlussstein, um 1840, nach Brand von 1976 teilweise erneuert; mit Ausstattung | D-1-77-120-29 Wikidata | Hofkapelle |